# Combined Programming Language
Pour les articles homonymes, voir CPL.
CPL (Combined Programming Language) était un langage de programmation développé conjointement par le laboratoire de mathématiques (Mathematical Laboratory) de l'université de Cambridge et l'unité d'informatique (Computer Unit) de l'université de Londres au cours des années 1960. 
Cette collaboration est à l'origine du mot Combined dans le nom final du langage (qui était originellement Cambridge Programming Language). En 1963 il fut mis en place sur l'ordinateur Titan de Cambridge et l'ordinateur Atlas de Londres.
Il a été grandement influencé par l'ALGOL 60 mais, au lieu d'être extrêmement léger, élégant et simple, CPL était lourd, peu élégant, et complexe. Il était censé être bon à la fois pour la programmation scientifique (à la manière du FORTRAN et de l'ALGOL) et également pour la programmation commerciale (comme le COBOL). Il visait de cette manière un peu le même objectif que le PL/1 ou, plus tard, l'Ada.
CPL s'avéra trop exigeant pour les petits ordinateurs et les technologies de compilateurs de l'époque. Des compilateurs convenables furent probablement écrits à partir de 1970, mais le langage ne fut jamais populaire et semble avoir disparu dans les années 1970.
Plus tard, un langage basé sur le CPL, nommé BCPL (pour Basic CPL, mais originellement Bootstrap CPL), était un langage beaucoup plus simple, visant principalement la programmation système, et particulièrement l'écriture de compilateurs. BCPL mena ensuite au langage B puis au langage C, qui reste dans les années 2010 l'un des langages les plus populaires.